# Centropogon alatus
Centropogon alatus är en klockväxtart som beskrevs av Henry Allan Gleason. Centropogon alatus ingår i släktet Centropogon och familjen klockväxter. Inga underarter finns listade i Catalogue of Life.